# 니노쿠니
《니노쿠니》(일본어: 二ノ国)은 2019년 공개된 일본의 애니메이션 영화이다.

## 성우진
| 배역          | 일본어 성우     | 한국어 성우 | 영어 성우                         |
| ------------- | --------------- | ----------- | --------------------------------- |
| 유스케        | 야마자키 켄토   | 심규혁      | 맥스 미틀먼 매디슨 로하스(아역)   |
| 하루토        | 아라타 맛켄유   | 정재헌      | 알레한드로 사브 터커 챈들러(아역) |
| 코토나 / 아샤 | 나가노 메이     | 김영은      | 애비 트롯                         |
| 요키          | 미야노 마모루   | 이호산      | 로비 데이먼드                     |
| 사키 / 벨사   | 사카모토 마아야 | 전해리      | 에리카 린드벡                     |
| 단파          | 카지 유우키     | 엄상현      | 카일 매칼리                       |
| 가바러스      | 츠다 켄지로     | 이호산      | 아먼 테일러                       |
| 플랜더 왕     | 이부 마사토     | 이정구      | 존 스나이더                       |
| 할아버지      | 무로 츠요시     | 최한        | 존 디미타                         |